# 变形战机Z
《变形战机Z》（又译作）是一款由Jaleco公司制作的横向卷轴清版射击游戏。游戏于1984年在街机发行，之后移植至MSX和FC平台。
场景发生在2701年的世界，玩家控制着一个能够转变为飞机的机器人。游戏目的是阻止外星人的超级武器抵达地球。